# Tvibenan
Tvibenan är en ö i Åland (Finland). Den ligger i Ålands hav eller Skärgårdshavet och i kommunen Jomala i landskapet Åland, i den sydvästra delen av landet. Ön ligger nära Mariehamn och omkring 280 kilometer väster om Helsingfors.
Öns area är 4,6 hektar och dess största längd är 310 meter i sydväst-nordöstlig riktning. Ön höjer sig omkring 10 meter över havsytan.